# Musa Anter
Musa Anter (né en 1920 à Ziving, dans la province de Mardin, assassiné le 20 septembre 1992 à Diyarbakır), surnommé « Apê Mûsa » (Oncle Musa), 
est un écrivain, poète et activiste intellectuel kurde. Il est considéré comme une des figures de proue du nationalisme kurde.

## Biographie
Né à Ziving (Eskimağara en turc), un village de la région de Nusaybin dans la province de Mardin, il fait son école primaire à Mardin, puis ses études secondaires à Adana. Il étudie ensuite la philosophie et le droit à l'université d'Istanbul.
Au cours de ses études, il effectue plusieurs séjours en Syrie, où il rencontre des intellectuels kurdes nationalistes, comme les frères Celadet et Kamuran Bedir Khan, Kadri et Ekrem Cemilpaşa, le dr. Nafiz, Nuri Zaza, Nuri Dersimi, Qedrîcan, Osman Sabri, Haco Agha et son fils Hasan, la famille Mala Elyê Unus, Teufo Ciziri et Cigerxwîn. Il contribue aux programmes en langue kurde des Radio Erevan et de la radio du Caire. À la même période, il suit de près les développements de la revolution de 1958 en Irak, qui permet le retour d'exil de Mustafa Barzanî.
Il contribue à la plupart des publications qui traitent de la problématique kurde, notamment Ileri Yurt, une revue publiée à Diyarbakır, fondée en 1958 mais interdite en 1959. Il est poursuivi plusieurs fois pour y avoir publié des articles, ainsi qu'une poème en kurde, Qimil. Ses écrits et les procès le rendent célèbre dans la mouvance patriotique kurde et des rassemblements de soutien ont lieu devant les tribunaux où il est jugé.

### Le «procès des 49»
Le 17 décembre 1959, il fait partie des 49 inculpés du « Procès des 49 ». Les inculpés sont accusés d'avoir fait de la « propagande séparatiste », en soutenant Mustafa Barzanî lors d'événements au Kurdistan irakien. Le procureur requiert la peine de mort par pendaison, mais ils sont finalement condamnés à six mois de prison. C'est au cours de ce séjour en prison que Musa Anter va écrire son premier livre, le roman Birîna Reş (La plaie noire). Sur le plan politique, les retombées secondaires du procès sont énormes : c'est le retour de la question kurde sur le devant de la scène en Turquie.
Entre 1961 et 1962, il fait paraître une revue bilingue, en turc et en kurde, à Istanbul, Dicle-Firat. En 1962, une revue libérale à gros tirage d'Istanbul, Barış Dünyası (Le monde de la paix), lui propose d'écrire des articles concernant la culture, la langue et la littérature kurdes. Malgré de vives polémiques et l'indignation de la gauche intellectuelle kémaliste, la revue n'est pas interdite, contrairement à Dicle-Firat qui ne peut publier que quelques numéros.
En 1965, il adhère au Parti des travailleurs de Turquie. Il prévoit de se présenter aux élections de 1965, mais y renonce pour des raisons financières.
En 1967, il publie à Istanbul aux éditions Yeni Matbaa le Ferhenga Kurdi-Tirki, le premier dictionnaire kurde-turc. L'ouvrage de 174 pages compte 12000 entrées.

### Les DDKO
En mai 1969, il est l'un des fondateurs, à Ankara, des Foyers culturels révolutionnaires de l'Est (DDKO, Devrimci Doğu Kültür Ocakları). La naissance de cette association culturelle va jouer un grand rôle. Non seulement elle relance le mouvement national kurde en Turquie mais, surtout, elle marque le début de la séparation entre les intellectuels de la gauche nationaliste kurde et les partis de la gauche turque. En effet, beaucoup d'étudiants et d'intellectuels kurdes militaient jusque là au sein du Parti des travailleurs de Turquie et dans son association étudiante, la Fédération des clubs d'idées (la FKF). En mai 1969, ces intellectuels quittent la FKF et fondent leur propre organisation, sous le nom de DDKO. Son objectif est de rassembler la jeunesse kurde, de lui faire prendre conscience de son identité et de mettre un terme à l'assimilation.
Les premières sections des DDKO sont créées à Ankara et à Istanbul. Mais rapidement, ils s'implantent à Diyarbakir et dans d'autres villes kurdes.
Les DDKO seront interdits lors du coup d'État militaire de 1971. Nombre de leurs animateurs, dont Musa Anter, Sait Elçi (par ailleurs dirigeant du Parti démocratique du Kurdistan de Turquie - TKDP) ou le sociologue turc Ismail Besikçi sont emprisonnés,.
Libéré lors de l'amnistie générale de 1974, il écrit dans les revues Deng, Barış Dünyası et Yön,.
En 1979, il est à nouveau emprisonné pour « propagande séparatiste », et sa détention est prolongée par le coup d'État de 1980.

### Les années 1990 et le HEP
Il collabore plus tard aux publications de la mouvance patriotique kurde, comme Welat, Ülke, Özgur Gündem et Özgur Ülke.
En juin 1990, il compte parmi les 81 fondateurs du Parti du travail du peuple.
Il participe à la fondation du Centre culturel de Mésopotamie en 1991 (Mezopotamya Kültür Merkezi) et à celui de l'Institut kurde d'Istanbul d'Istanbul en 1992.

### Assassinat

#### Les faits
D'après l'ONG Human Rights Watch, Musa Anter a été enlevé à son hôtel le 20 septembre 1992 à Diyarbakır et assassiné par balles quelques heures plus tard. D'après l'enquête menée par le Comité pour la protection des journalistes, il aurait été contacté par téléphone à son hôtel. Son interlocuteur lui aurait donné un rendez-vous. Anter appelle alors un taxi, en compagnie d'un de ses amis, Orhan Miroğlu, et d'un inconnu. En route, il aurait compris qu'il s'agissait d'un traquenard et aurait exigé qu'on le dépose. Après que le taxi s'est arrêté, l'accompagnateur inconnu aurait ouvert le feu. Musa Anter est tué, Miroğlu est blessé. Une mystérieuse organisation, Boz-Ok, a revendiqué le meurtre. Mais les journaux Yeni Ülke et Özgür Gündem, pour qui Musa Anter avait travaillé, ont accusé l'État turc d'être responsable de l'assassinat.

#### Les responsabilités
En 1997, le quotidien Ozgur Politika affirme que l'assassin serait Mahmut Yıldırım, dit Yeşil, un tueur à gage officiellement recherché mais soupçonné d'avoir accompli nombre de meurtres pour le compte des services secrets. En 2003, l'ancien membre du JITEM, une organisation clandestine de la gendarmerie, Abdülkadir Aygan, réfugié en Suède, déclare que l'assassinat a été organisé par le JITEM et qu'il y a lui-même participé. En 2006, le cas est porté devant la Cour européenne des droits de l'homme et l'État turc y est condamné à une amende de 28 500 euros pour son implication dans le meurtre. En 2013, la 7e Haute cour d'assises de Diyarbakir a prononcé un jugement qui admet que l'assassinat a bien été organisé par le JITEM et condamne par contumace quatre personnes, dont Mahmut Yıldırım et Abdülkadir Aygan.

## Œuvres

### Publications en kurde
- Birîna Reş, 1959, (La plaie noire)
- Ferhenga Kurdî (Dictionnaire kurde/kurmandji) – Istanbul, 1967
- Çinara Min (Mon platane), Istanbul, Avesta Yayınları, 1999, 131 p.  (ISBN 978-9-757-11263-1)
- Kımıl, Istanbul, Aram Yayınları, 68 p.  (ISBN 9789-9-442-2251-8)
- Vakayiname, Istanbul, Aram Yayınları, 210 p.  (ISBN 9789944222525)

### Publications en turc
- Hatıralarım (Mes souvenirs), Vol.1 – Istanbul, 1991
- Hatıralarım (Mes souvenirs), Vol. 2 – Istanbul, 1992
- Fırat Marmara'ya Akar, (L'Euphrate se jette à Marmara) Istanbul, 1996

### Traductions en allemand
- Die Schwarze Wunde, Ararat-Publikationen. St. Gall, 1994, 93 p.  (ISBN 3-9520545-1-8).

## Filmographie
En 1991, il joue dans Mem û Zîn, l'un des premiers films kurdes tournés en Turquie après la levée de l'interdiction de l'usage de la langue kurde.